# Окли (Минесота)
Окли (енгл. Oklee) град је у америчкој савезној држави Минесота.

## Демографија
По попису из 2010. године број становника је 435, што је 39 (9,8%) становника више него 2000. године.
| Група             | 2000.       | 2010.       |
| Белци             | 390 (98,5%) | 381 (87,6%) |
| Афроамериканци    | 0 (0,0%)    | 0 (0,0%)    |
| Азијати           | 0 (0,0%)    | 1 (0,2%)    |
| Хиспаноамериканци | 1 (0,3%)    | 3 (0,7%)    |
| Укупно            | 396         | 435         |